# Nowe Drążno
Nowe Drążno – wieś w Polsce, w województwie wielkopolskim, w powiecie konińskim, w gminie Krzymów.
Do 31 grudnia 2023 miejscowość była częścią wsi Drążno-Holendry.